# 喀西白桐树
喀西白桐树（学名：Claoxylon khasianum）为大戟科白桐树属下的一个种。

## 扩展阅读
- 維基物種上的相關：喀西白桐树